# Saad Al-Sheeb
Saad Abdullah Al-Sheeb (Arabisch: سعد الشيب; Doha, 19 februari 1990) is een professionele voetballer uit Qatar die als keeper speelt voor zowel de Qatar Stars League-club Al-Sadd als het nationale team van Qatar.

## Clubcarrière
Al-Sheeb begon op twaalfjarige leeftijd met voetballen voor Al-Sadd en doorliep de verschillende jeugdelftallen tot hij op 18-jarige leeftijd werd opgenomen bij het eerste elftal. Hij maakte zijn debuut voor de club in de AFC Champions League, waar hij op 24 februari 2010 startte in de wedstrijd tegen Al-Hilal. In het seizoen 2011-12 maakte hij zijn debuut in de Qatar Stars League in een wedstrijd tegen El-Jaish. Sindsdien is Al-Sheeb de vaste basiskeeper geworden voor de club, waar hij in de top vijf staat op de lijst met het meest aantal gespeelde wedstrijden voor de club.
Met de club heeft hij al veel successen behaald, waaronder 4 maal het landskampioenschap in de Qatar Stars League, 5 keer de Emir of Qatar Cup en eenmaal de AFC Champions League. De overwinning zorgde ervoor dat Al-Sadd voor het eerste de AFC Champions League won en een plaats behaalde voor de FIFA Club World Cup.

## Interlandcarrière
Al-Sheeb maakte zijn debuut voor het nationale voetbalteam van Qatar in een vriendschappelijke wedstrijd tegen Noord-Korea op 30 december 2009. Sindsdien heeft hij al 69 interlands gespeeld voor de nationale ploeg.
Hij maakte deel uit van de Qatarese selectie dat in 2019 het Aziatisch kampioenschap voetbal won en dat in 2022 voor het eerst in haar historie deelnam aan het WK voetbal in eigen land. 

## Erelijst

### Club

#### Al-Sadd
- Kampioen Qatar Stars League (4x): 2012–13, 2018–19, 2020–21, 2021–22
- Winnaar Emir of Qatar Cup (5x): 2014, 2015, 2017, 2020, 2021
- Winnaar Qatar Cup (4x): 2008, 2017, 2020, 2021
- Winnaar Sheikh Jassem Cup (3x): 2014, 2017, 2019
- Winnaar Qatari Stars Cup (2x): 2010, 2020
- Winnaar AFC Champions League: 2011
- 3e plaats FIFA Club World Cup: 2011

### Land
- Winnaar Gulf Cup of Nations: 2014
- Winnaar AFC Asian Cup: 2019

### Individueel
- Qatar Stars League 'Team van het Seizoen': 2017-18, 2018-19
- AFC Asian Cup 'Gouden Handschoen': 2019
- AFC Asian Cup 'Team van het Toernooi': 2019